# Biserica de lemn din Horodnic de Jos
Biserica de lemn „Înălțarea Sfintei Cruci” din Horodnic de Jos, cunoscută și ca Biserica Schitului Călugărița, este un lăcaș de cult ortodox construit în anul 1717 în satul Horodnic de Jos din comuna omonimă aflată în județul Suceava. Edificiul religios se află localizat în cimitirul sătesc din cătunul Schit Călugărița și are hramul Înălțarea Sfintei Cruci, sărbătorit la data de 14 septembrie.
Biserica de lemn din Horodnic de Jos a fost inclusă pe Lista monumentelor istorice din județul Suceava din anul 2015 la numărul 274, având codul de clasificare  SV-II-m-B-05556.

## Istoric

### Schitul Călugărița
Localitatea Horodnic de Jos este atestată documentar încă de la sfârșitul secolului al XIV-lea. În curțile marelui boier Petru Vrană din localitate a fost zidită prima mănăstire de maici din Moldova, care a dispărut pe la începutul secolului al XVIII-lea, amintirea ei fiind păstrată de numele cătunului Schit Călugărița. Documentul care atestă existența din acest loc a schitului este un uric din 15 iulie 1439 în care este menționată o biserică aflată aici încă de pe vremea lui Alexandru cel Bun (1400-1432). Domnitorii urmași la tron au acordat numeroase privilegii (scutiri de biruri și de slujbe) Mănăstirii Horodnic.
Invazia tătarilor din ultimul sfert al secolului al XV-lea a dus la distrugerea bisericii. Ca urmare a acestui fapt, satul Horodnic și-a pierdut privilegiile, trecând în proprietatea mai multor boieri, cum ar fi diacul Vadici (1582). În anul 1597, domnitorul Ieremia Movilă (1595-1600, 1600-1606) a cumpărat satul și l-a dăruit Mănăstirii Sucevița. La sfârșitul secolului al XVI-lea se înalță aici o biserică parohială de lemn care a rezistat până la începutul secolului al XVIII-lea, când a ars.

### Actuala biserică de lemn
La circa 150 de metri de ruinele fostului Schit Călugărița, în partea nord-vestică a satului Horodnic de Jos, a fost construită în anul 1717 o biserică de lemn cu hramul Înălțarea Sfintei Cruci, considerată a fi cea mai veche biserică din zonă și a șasea ca vechime din Moldova. Pe ușa de la intrare și pe ancadramentul său este săpată o inscripție care oferă informații cu privire la construcția bisericii. Pe ancadramentul vertical de deasupra ușii, între două rozete artistic sculptate, se află o inscripție cu următorul text: „Să știe cine au schierisit Simion în (anul) 7225 luna aprilie”. Pe ușa de la intrare, deasupra încuietorii, este continuată inscripția: „Această casă a lui Dumnezeu s-a ridicat (în) anul 7225”.
Conform tradiției, bisericuța de lemn este al treilea lăcaș de închinăciune al schitului, celelalte două fiind arse și jefuite de tătari. Biserica a fost lăcașul de închinăciune al schitului Horodnic până la desființarea lui, devenind apoi biserică parohială. Catapeteasma a fost zugrăvită în anul 1782 după cum menționează o inscripție cu litere chirilice aflată în partea stângă sus: „1782, Vasilii Gradul au zugrăvit aceasta catapeteasmă, iulie 28, zugrav”.
În anul 1854, preotul Nicolae Popescu marca cu o cruce locul din cimitir unde se înălța în vechime mănăstirea de maici. În 1911, acoperișul de șindrilă al Bisericii „Înălțarea Sfintei Cruci” a fost înlocuit cu unul de tablă zincată. Ca urmare a neglijării sale de către autoritățile statului, biserica de lemn a ajuns într-o stare avansată de degradare.
La intrarea în cimitirul vechi, se află și un turn clopotniță din lemn, ridicat odată cu biserica. Acesta are etaj și este acoperit cu șindrilă.

### Noile biserici din Horodnic de Jos
În anul 1814 s-a clădit o nouă biserică de lemn în centrul satului, cu hramul Sfântul Apostol și Evanghelist Ioan, iar vechea bisericuță de lemn a devenit biserică de cimitir. Cum și noua biserică de lemn, lărgită în 1858, a devenit neîncăpătoare, în perioada 1910-1921 s-a ridicat un nou lăcaș de cult din cărămidă cu stâlpi din beton armat, după modelul Bisericii „Sfânta Sofia” din Constantinopol. Biserica de lemn din centrul satului a fost vânduta sătenilor din Burla.
În anul 2007, s-a sfințit piatra de temelie a unei noi biserici cu hramul Înălțarea Domnului în cătunul Schit Călugărița, în apropierea bisericii de lemn. În prezent, s-a finalizat demisolul noii biserici, iar la sfârșitul anului 2009 a fost terminată zidăria.

## Arhitectura bisericii

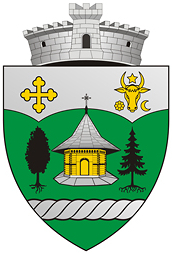
Imaginea stilizată a bisericii de lemn pe stema comunei Horodnic de Jos

Biserica de lemn din Horodnic de Jos este construită din bârne de larice pe tălpi de stejar, fixate pe fundații din piatră de râu. Bârnele au grosimi de 10-14 centrimetri și sunt îmbinate în „coadă de rândunică”, fără cuie sau scoabe. Streașina largă este sprijinită pe console și căpriori. Acoperișul a fost realizat din șindrilă, dar în 1911 a fost înlocuit cu o învelitoare din tablă zincată.
Biserica are formă de navă, fără cupole sau turle, cu absida altarului decroșată și cu pronaos poligonal. Lăcașul de cult este prevăzut cu o ușă (în peretele vestic al pronaosului) și cu cinci ferestre cu gratii (una în axa altarului, una în proscomidiar, una în diaconicon și câte una în pereții laterali ai naosului). Dimensiunile ei sunt reduse: lungime de 8.65 metri, lățime de 3.95 metri și înălțimea pereților de 3 metri.
În interior, biserica este împărțită în trei încăperi: pronaos, naos și altar. Intrarea în biserică se face pe o ușă (0.8x1.5 metri) situată în peretele vestic al pronaosului. Pronaosul are formă poligonală în partea de vest, cu trei laturi. La partea superioară, el are o boltă semicilindrică. Între pronaos și naos se află un perete despărțitor de bârne care coboară de la cheia bolții până la 1.85 metri și se sprijină pe doi stâlpi plați, creând o încăpere cunoscută sub denumirea de „tinda muierilor”. Naosul are o formă pătrată, cu câte o fereastră pe laturile de nord și de sud, încheiate în arc de cerc. El are o boltă semicilindrică, întărită la mijloc cu un arc dublou.
Altarul are o absidă de formă pentagonală, iar catapeteasma dispusă avansat formează în părțile laterale două nișe: diaconiconul (în sud) și proscomidiarul (în nord). Trei ferestre se află în această încăpere: una dreptunghiulară în axa absidei încheiată în arc în plin centru (identică ca formă și mărimea cu cele din pereții naosului) și două ferestre dreptunghiulare în cele două nișe, mai mici în exterior și mai mari în interior. În decroșurile de nord și de sud se află proscomidiarul și diaconiconul, care nu au ferestre. Deasupra altarului se află o boltă semicilindrică, mai joasă cu 0.40 metri decât cea a naosului.

## Elemente decorative
Biserica impresionează nu atât prin dimensiuni, cât prin măiestria decorațiunilor exterioare. Ea este înconjurată în exterior, la un metru de temelie, de un brâu de lemn sculptat în torsadă (un colac de ciubuce), iar la partea superioară se află un șir de 92 de ocnițe mărginite de colonete torsionate. Portalul de intrare, aflat pe latura de vest și având dimensiunile de 0.8x1.5 metri, este sculptat cu măiestrie. El este format din două bârne masive verticale și una orizontală, decupată în acoladă. Deasupra acoladei este o cruce, de la care pornesc în ambele părți ale portalului două torsade subțiri. Portalul este decorat cu rozete și cu moriști. Ușa este formată din două scânduri, pe cea din dreapta continuând inscripția de la partea superioară a ancadramentului.
Lăcașul de cult prezintă urme de pictură doar pe bolta naosului, o zugrăveală în albastru decorată cu stele. Picturile icoanelor de pe catapeteasmă au fost realizate în 1782 de către zugravul Vasilii Gradul, după cum reiese din inscripția aflată pe icoana împărătească Maica Domnului: „1782 Vasilii Gradul au zugrăvit aciastă catapeteasmă”. Același zugrav a lucrat și un tetrapod pentru cărți.
Lăcașul de cult dispune de 13 icoane pe lemn (reprezentându-i pe Mântuitor și pe cei 12 apostoli și provenind de la o catapeteasmă) aflate pe peretele pronaosului și datând din secolul al XVIII-lea. Alte 10 icoane praznicare aflate pe peretele naosului, datează din secolul al XVIII-lea sau al XIX-lea. Printre alte podoabe de preț sunt de menționat o cruce de mână sculptată în lemn în 1837 și îmbrăcată în argint, donată de parohul Nicolai Popescu în 1888 și 12 cărți de ritual tipărite între 1745-1777 și care provin de la vechiul schit.

## Simbolistică
Imaginea stilizată a Bisericii de lemn din Horodnic de Jos este reprezentată pe stema comunei, ocupând un loc central și având o puternică valoare de simbol al comunei.
De asemenea, sub biserică este reprezentat un element grafic important – „frânghia” sau „funia vieții”, preluat din sculptura meșterilor care au ctitorit biserica din lemn Călugarița. În registrul superior al compoziției, în partea stângă, este reprezentată și o cruce care are rolul de a sublinia caracterul profund creștin al oamenilor locului, spiritualitatea de aici marcând etapele istoriei comunității.

## Imagini

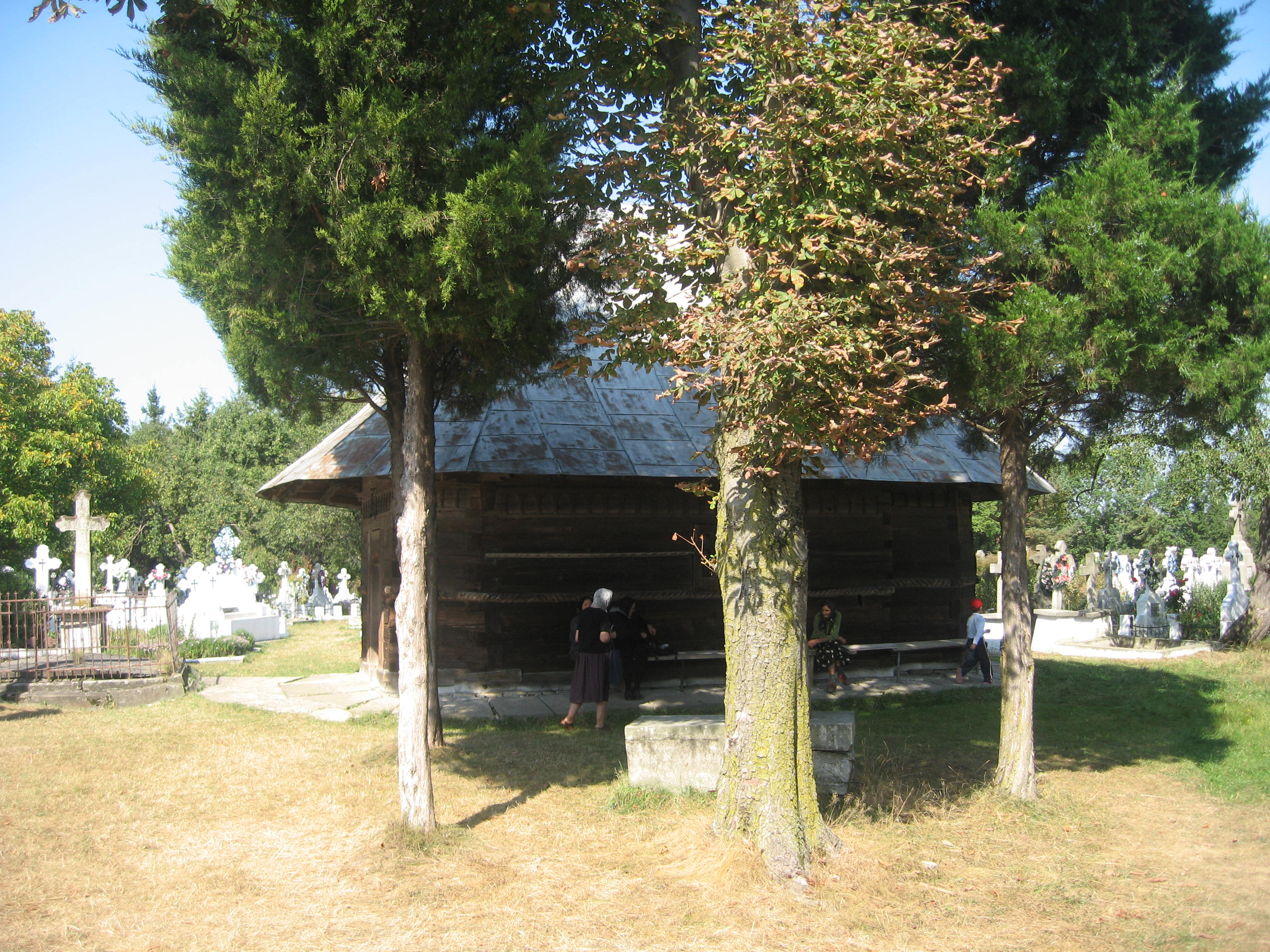
Biserica pe latura sudică
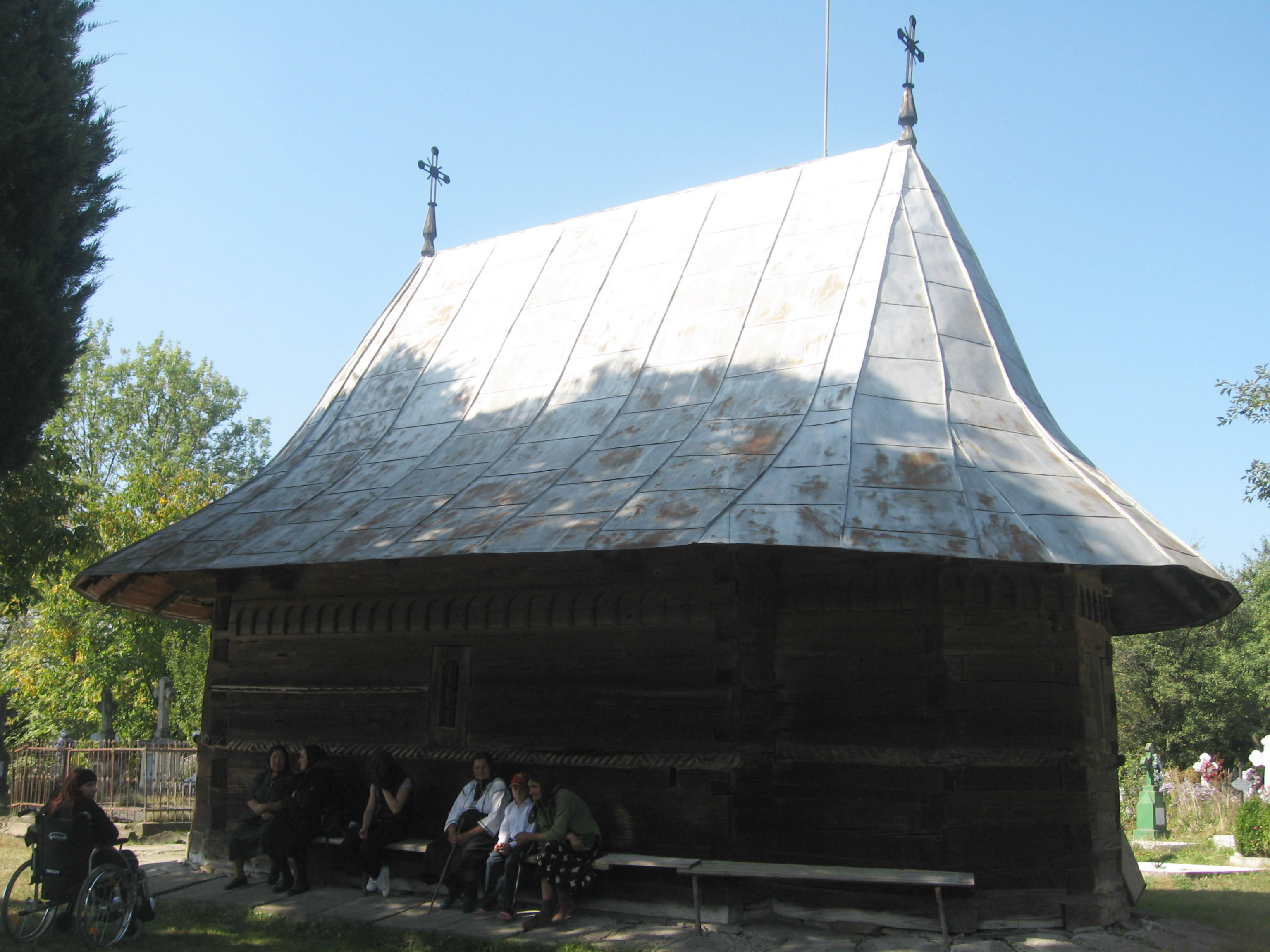
Biserica pe latura sudică
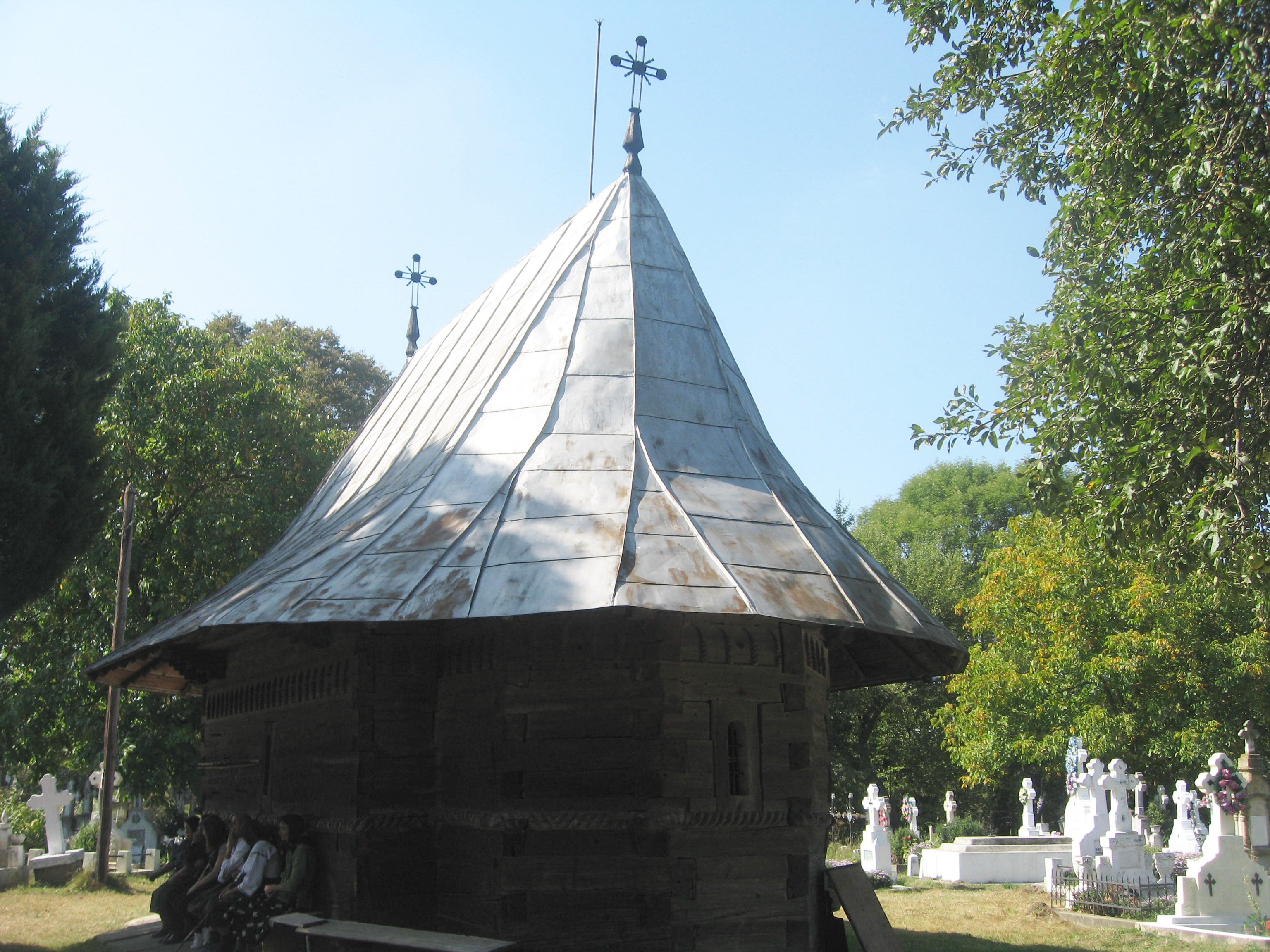
Biserica pe latura sud-estică
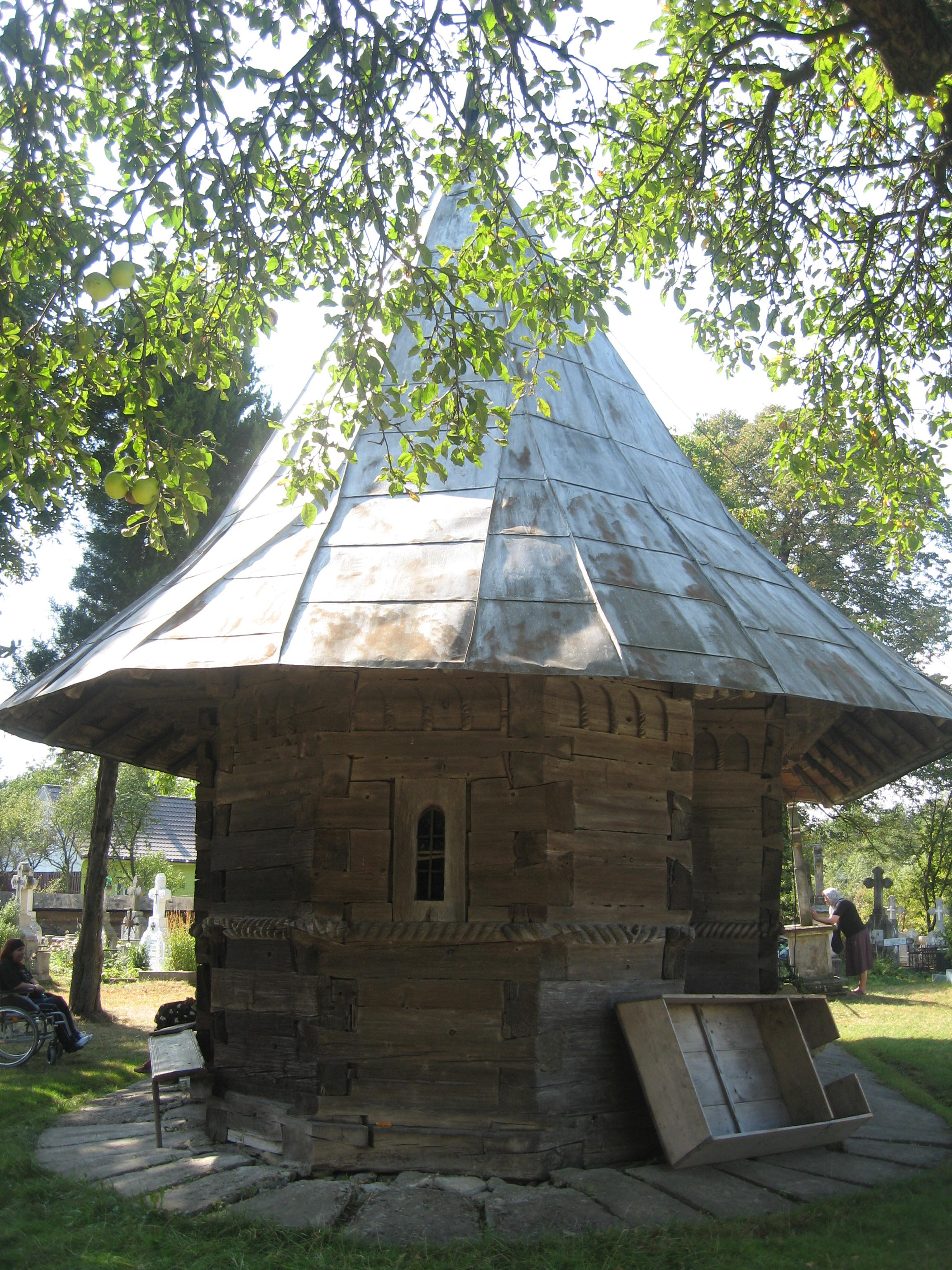
Biserica pe latura estică
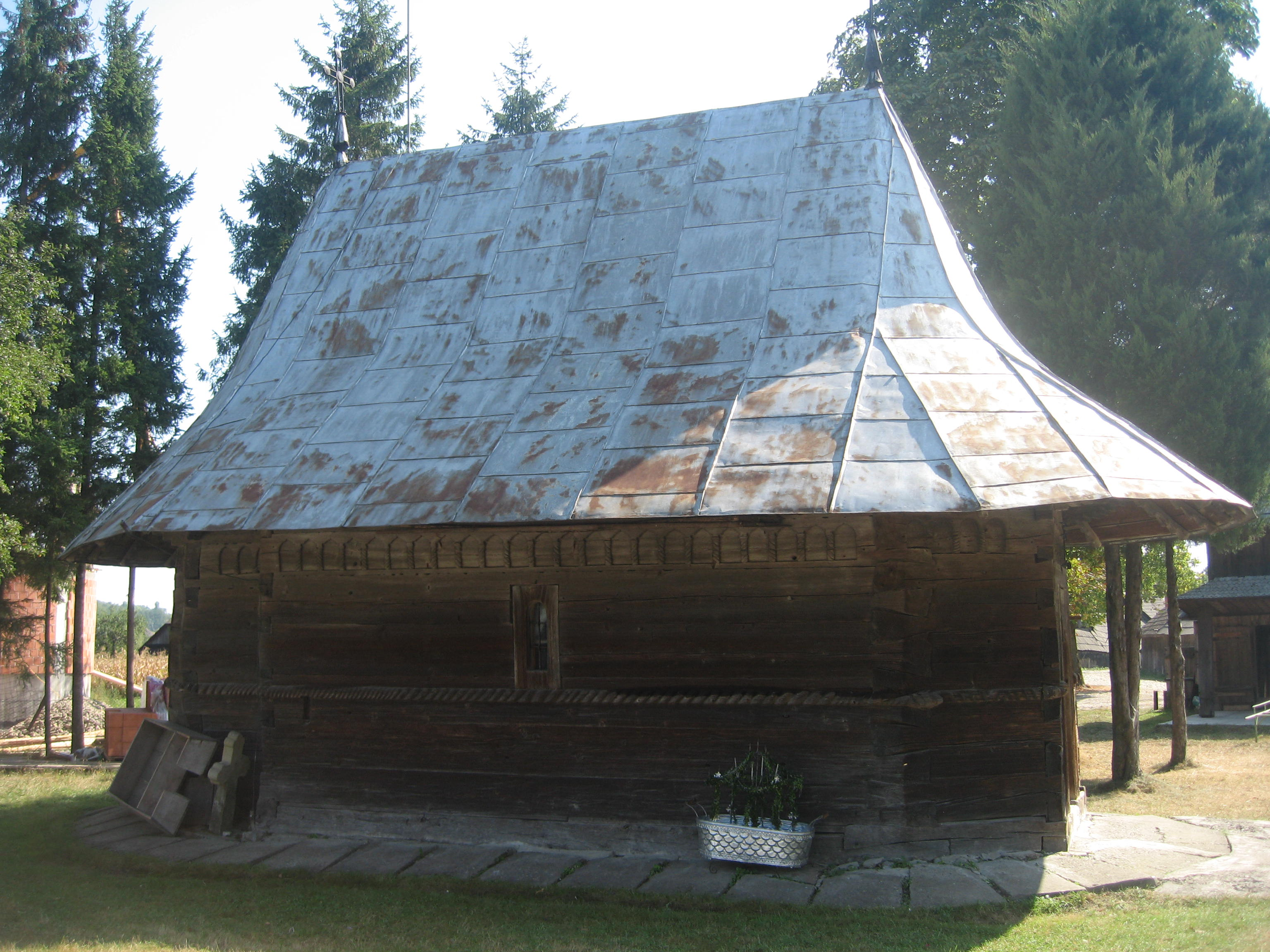
Biserica pe latura nordică
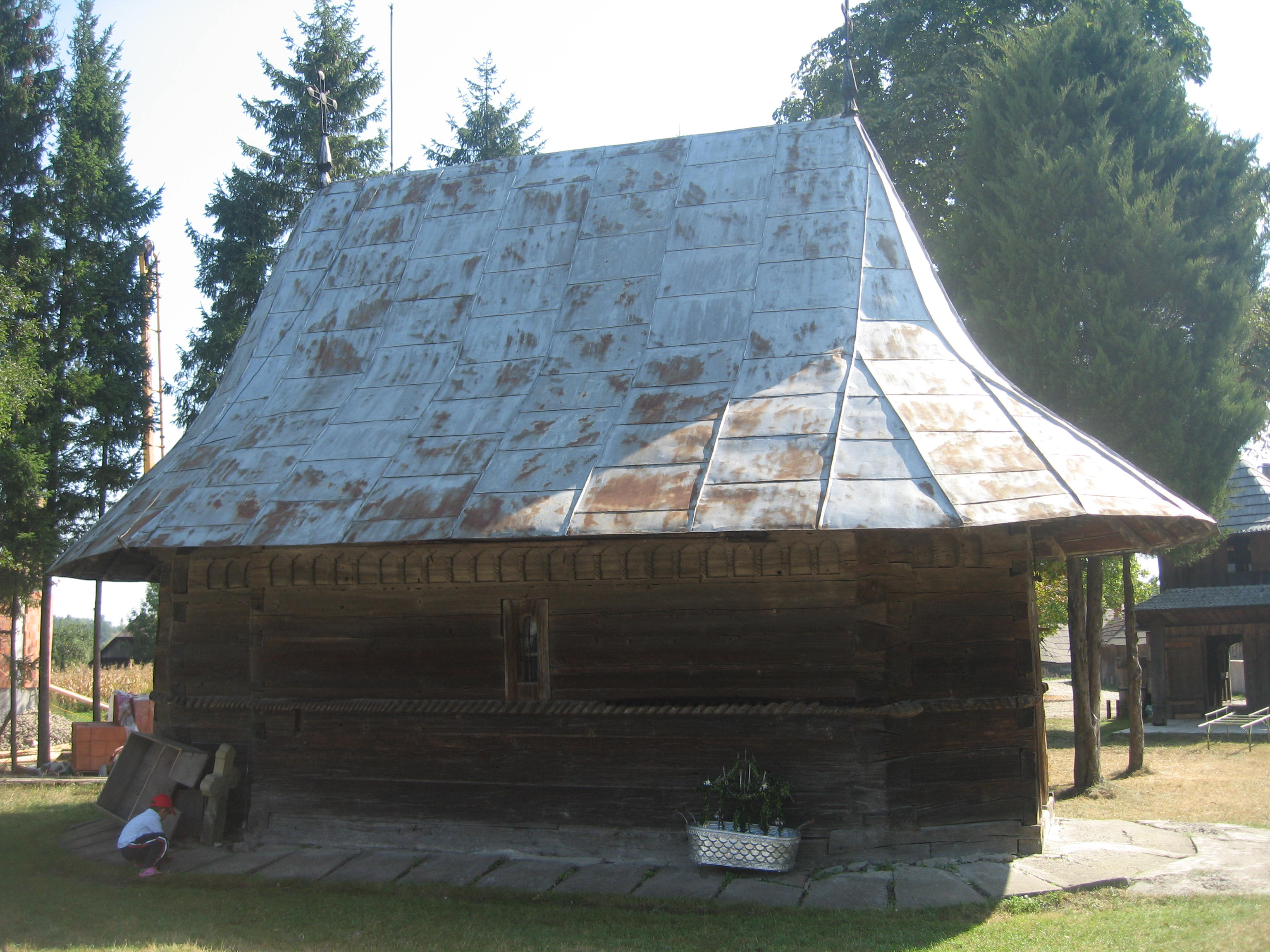
Biserica pe latura nordică
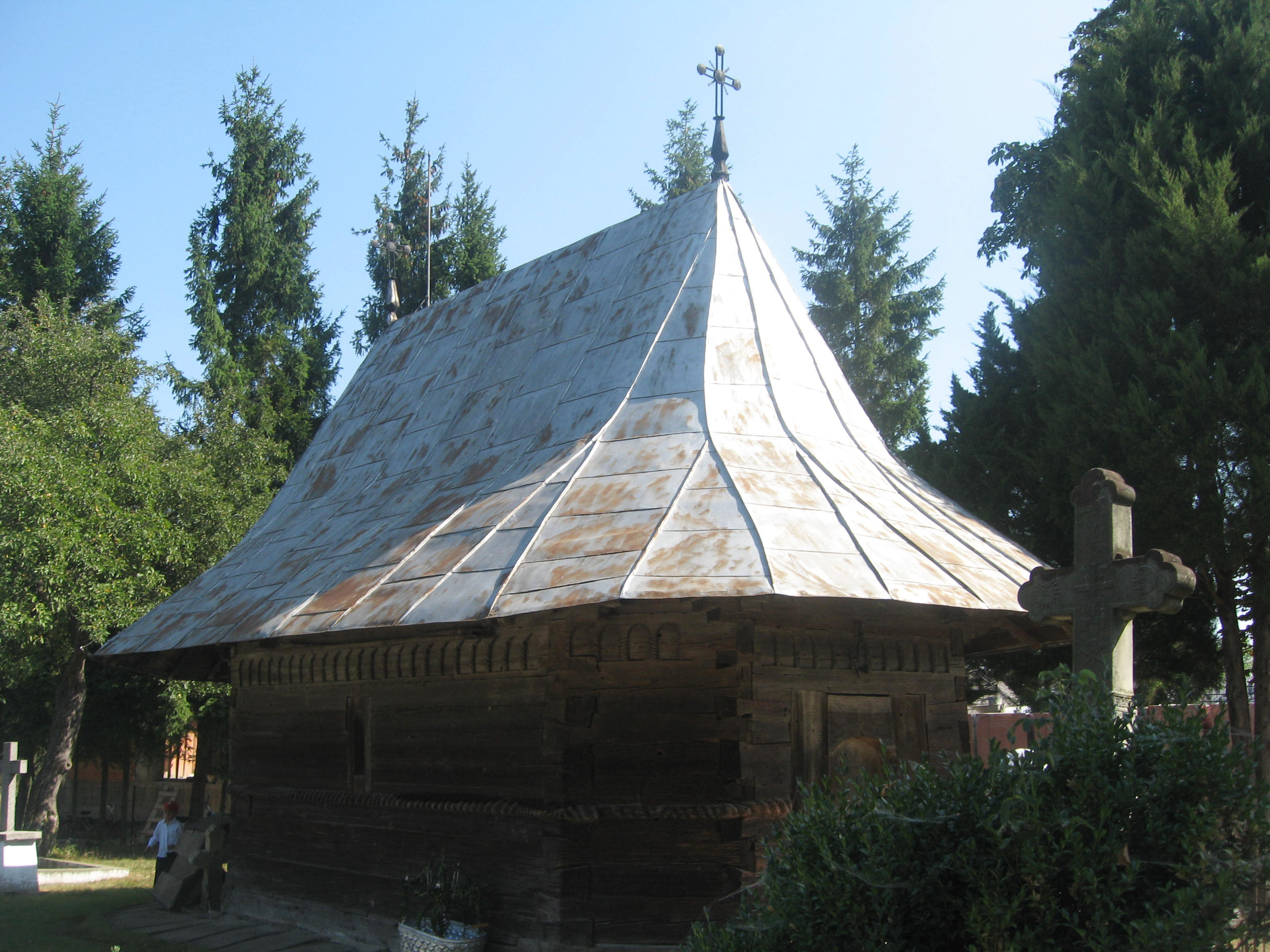
Biserica pe latura nord-vestică
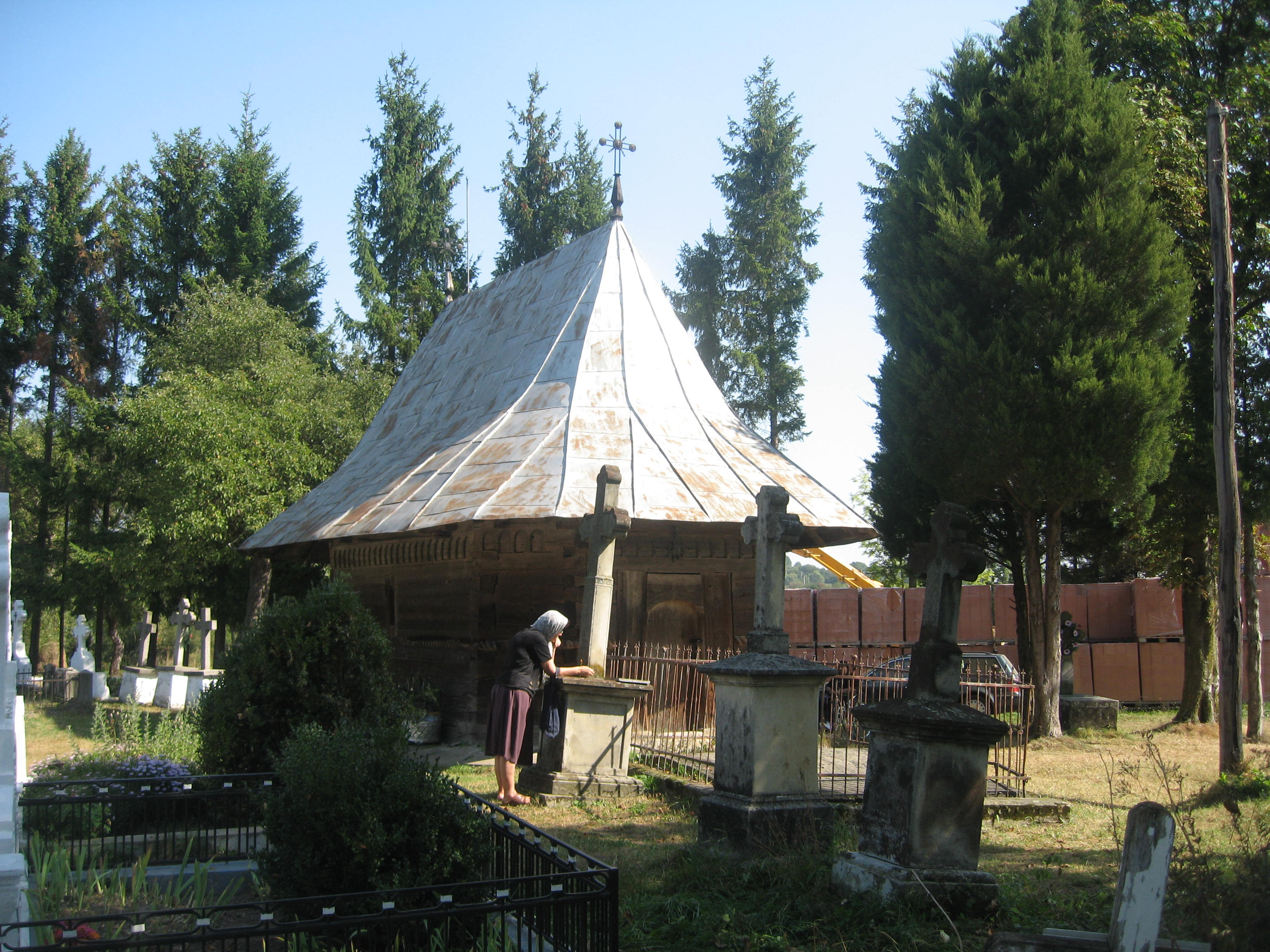
Biserica pe latura nord-vestică
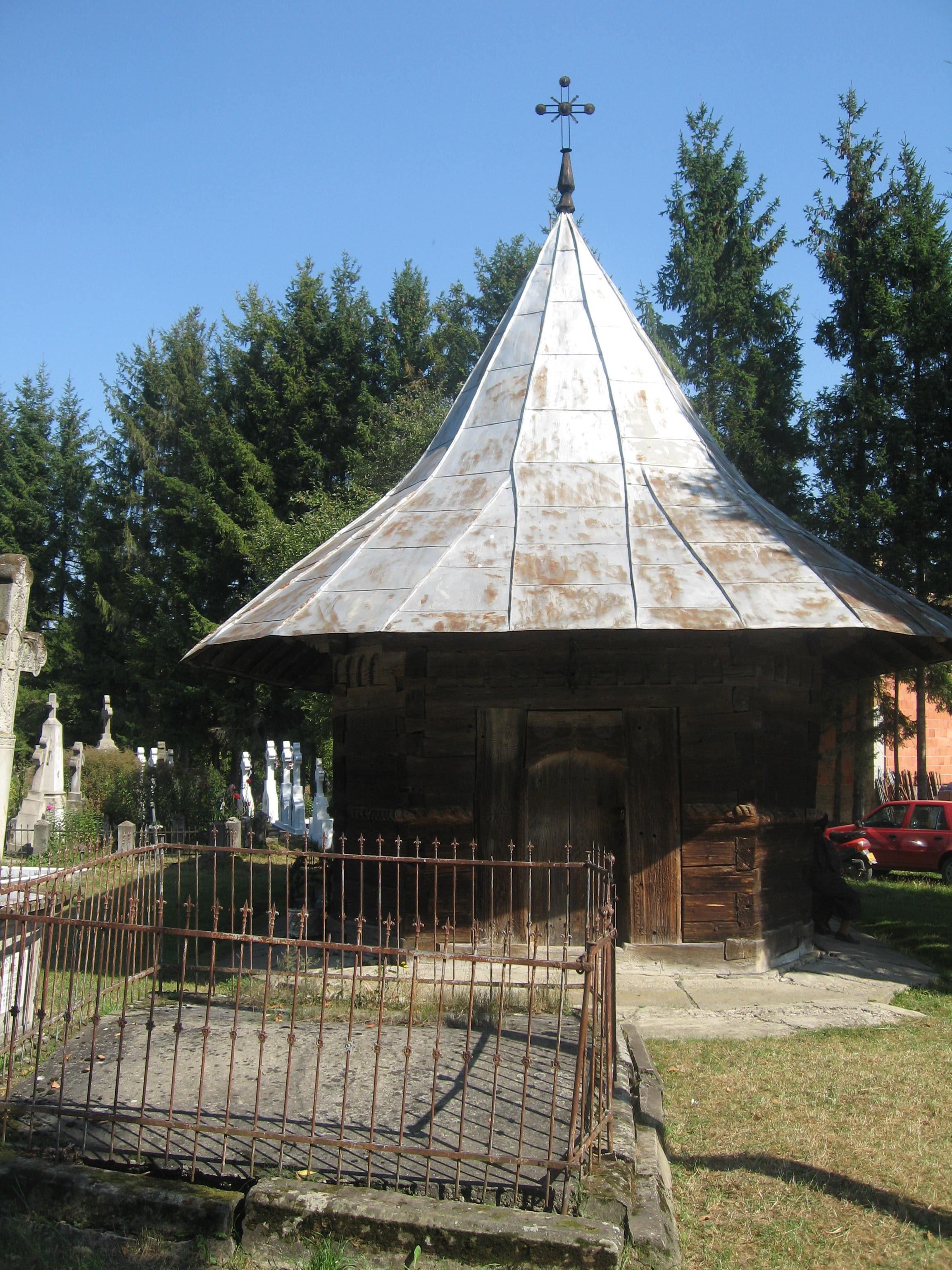
Biserica pe latura vestică
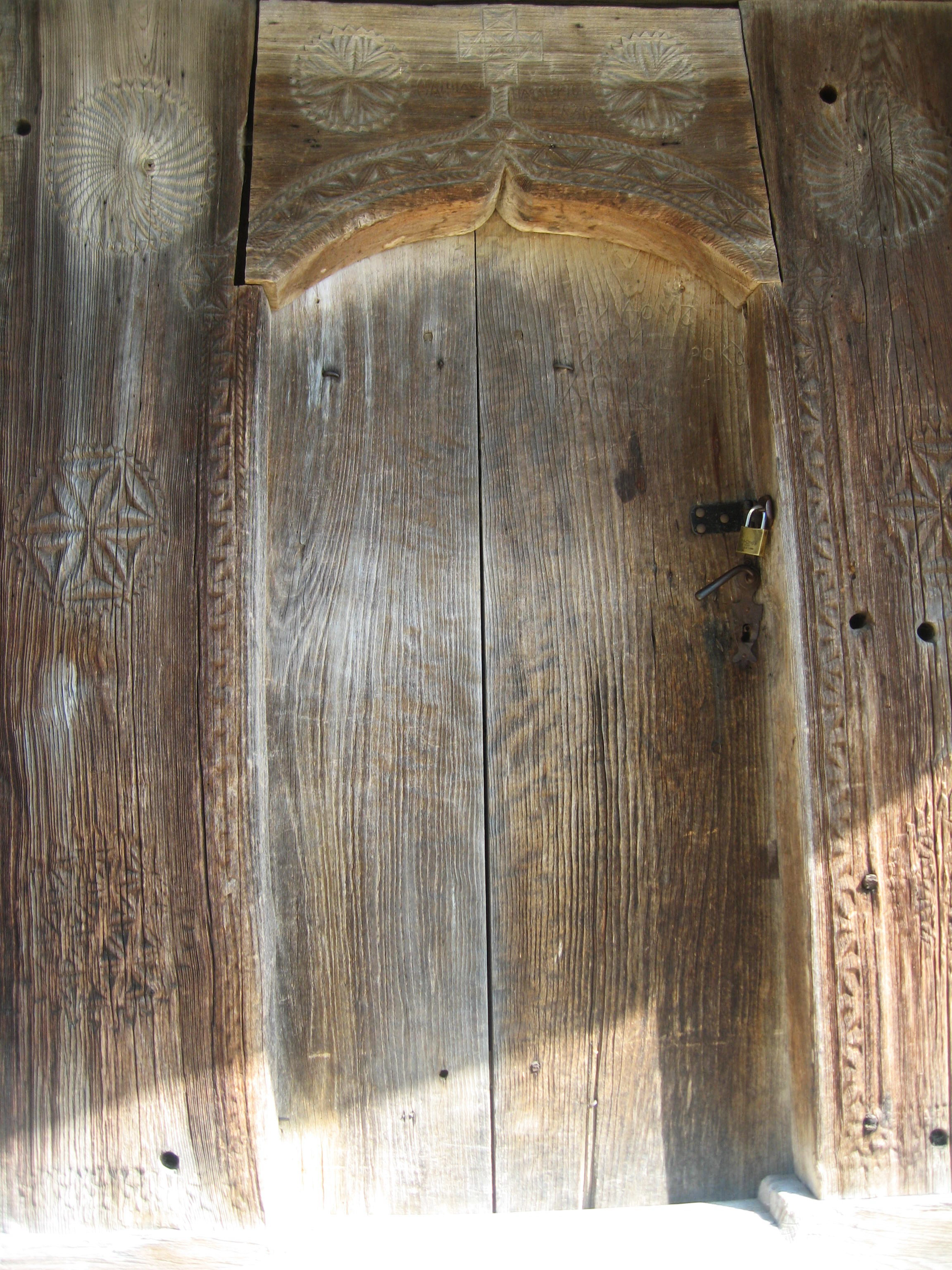
Ușa de intrare în biserică
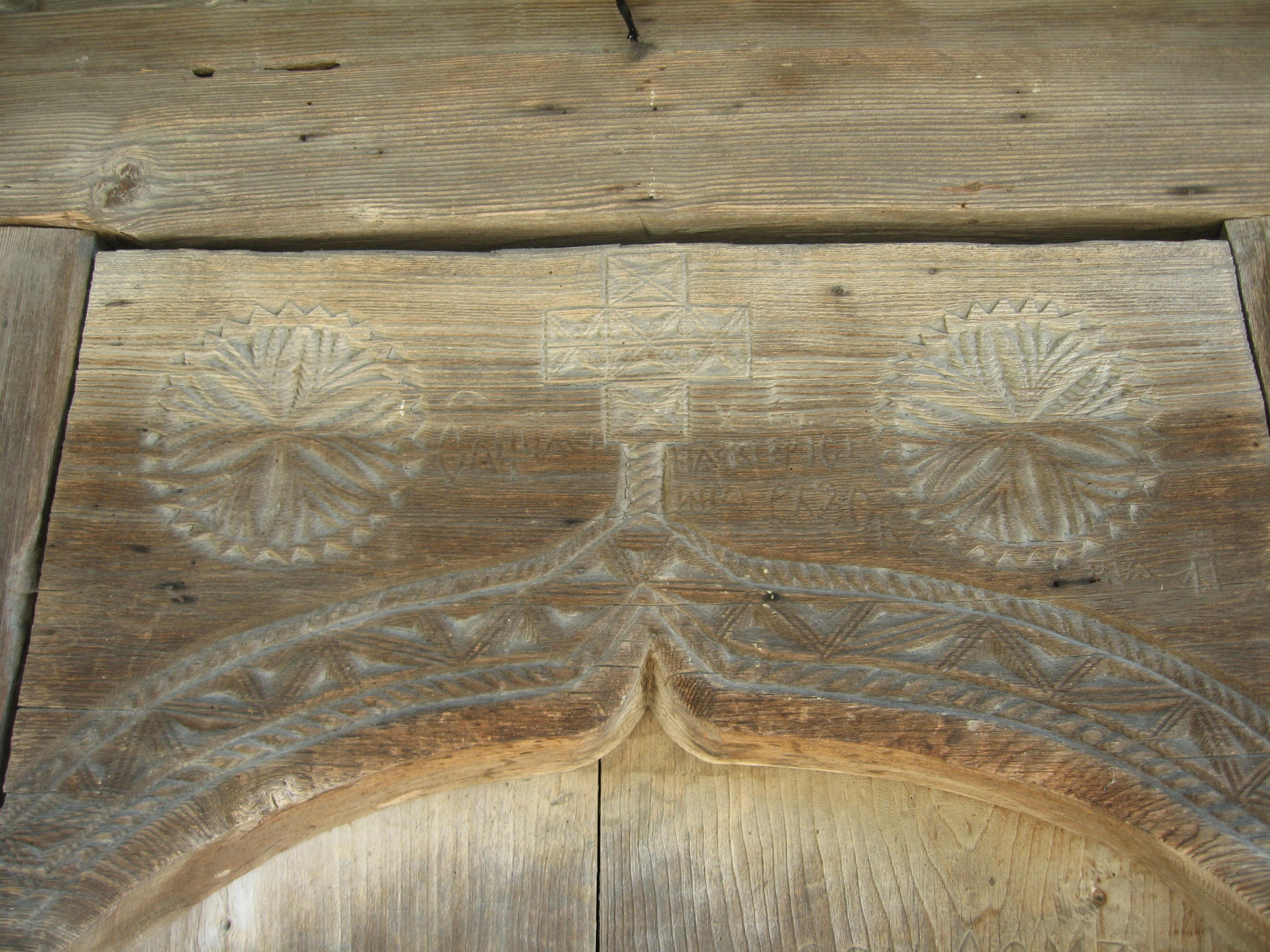
Decorațiuni aflate deasupra ușii de intrare
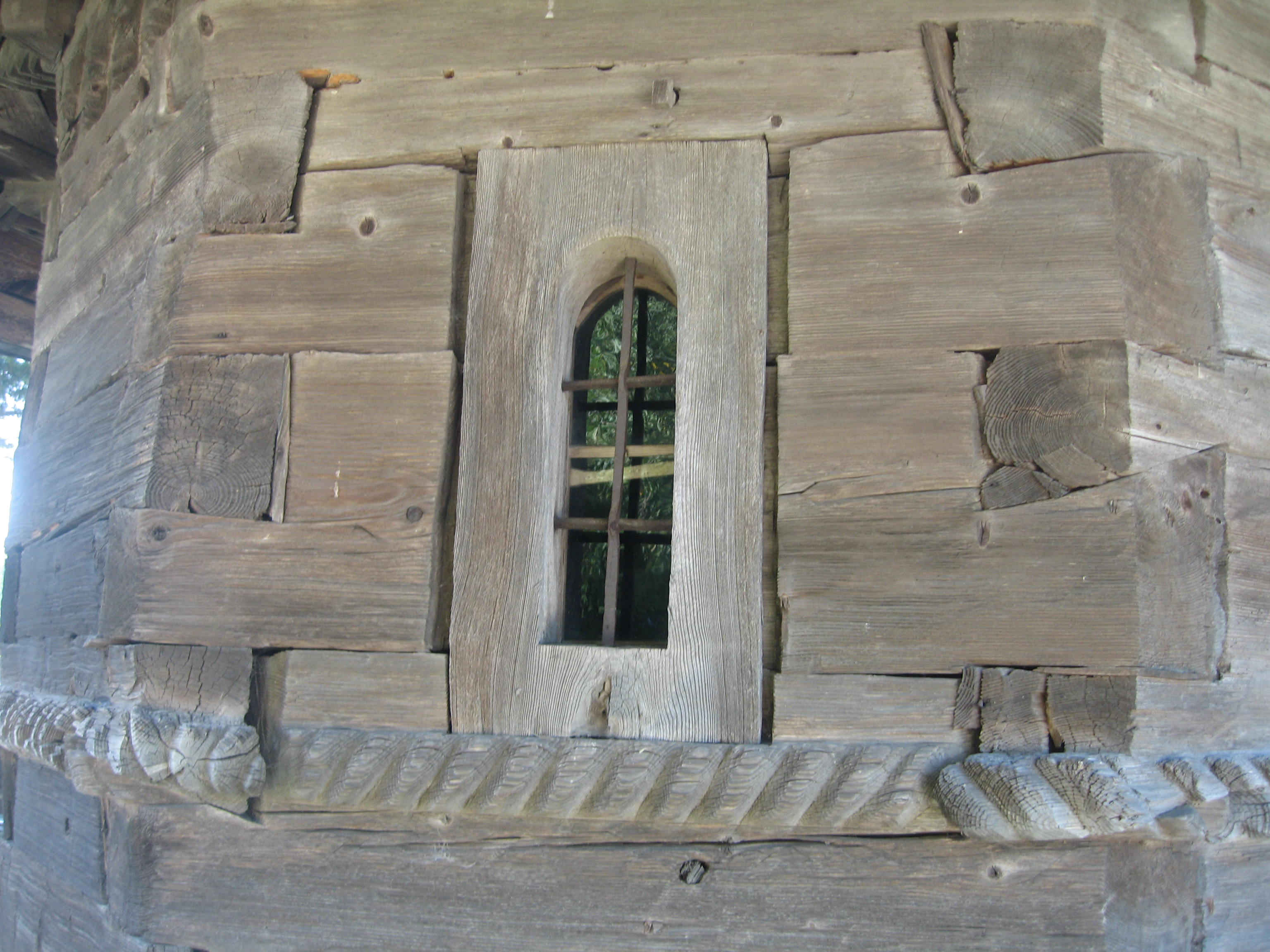
Fereastră în absida altarului și brâul median torsadat
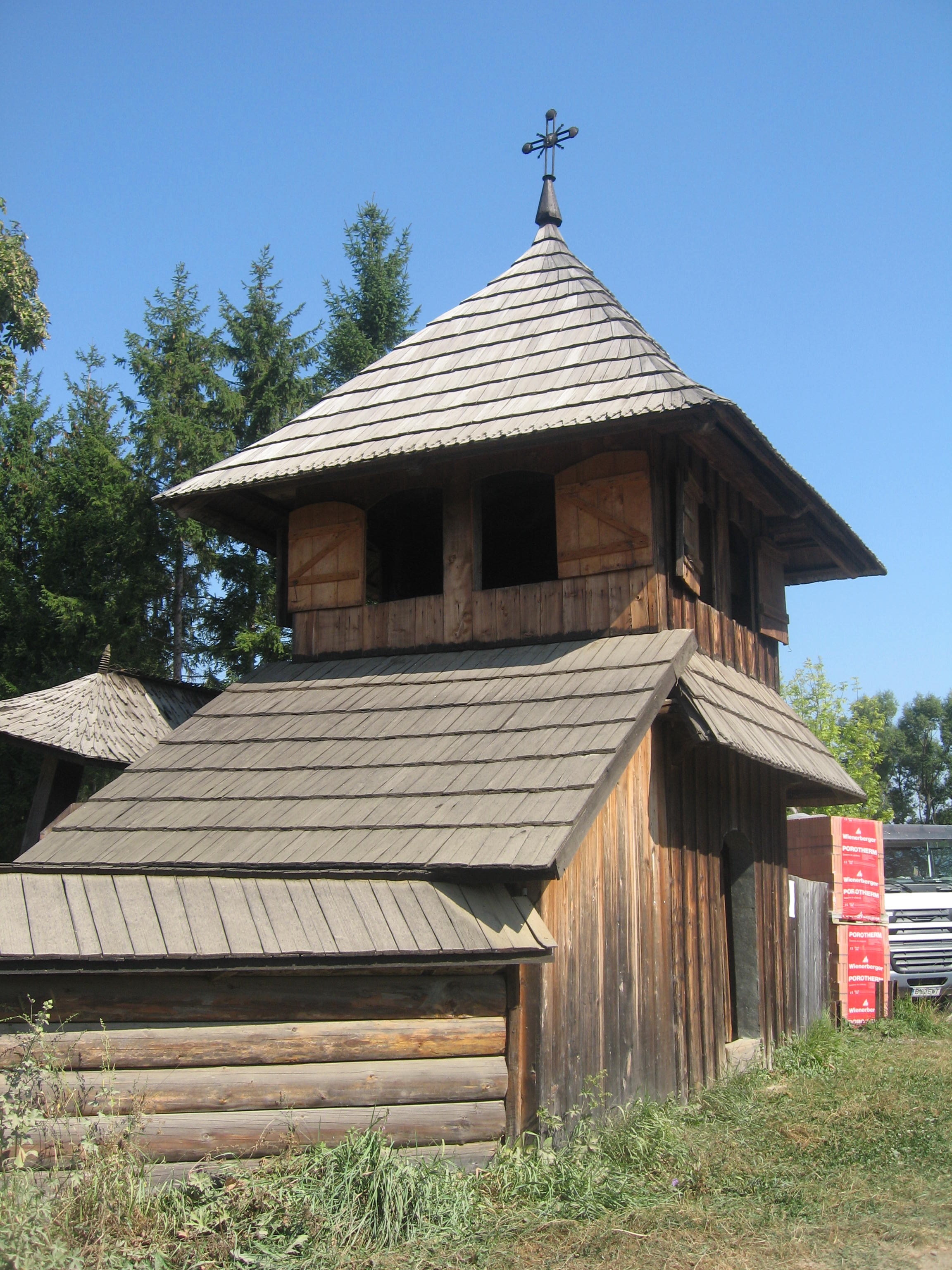
Turnul clopotniță
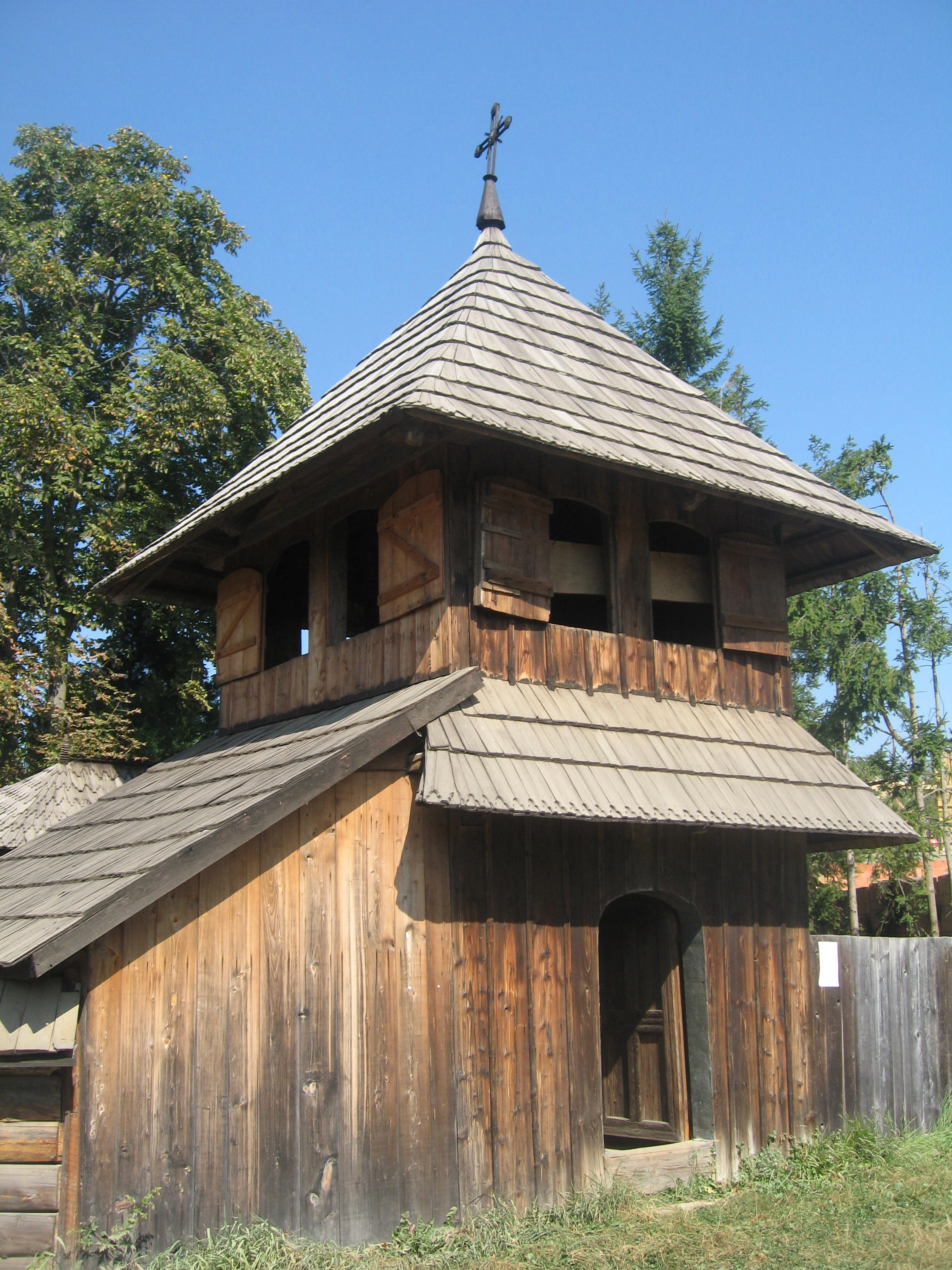
Turnul clopotniță
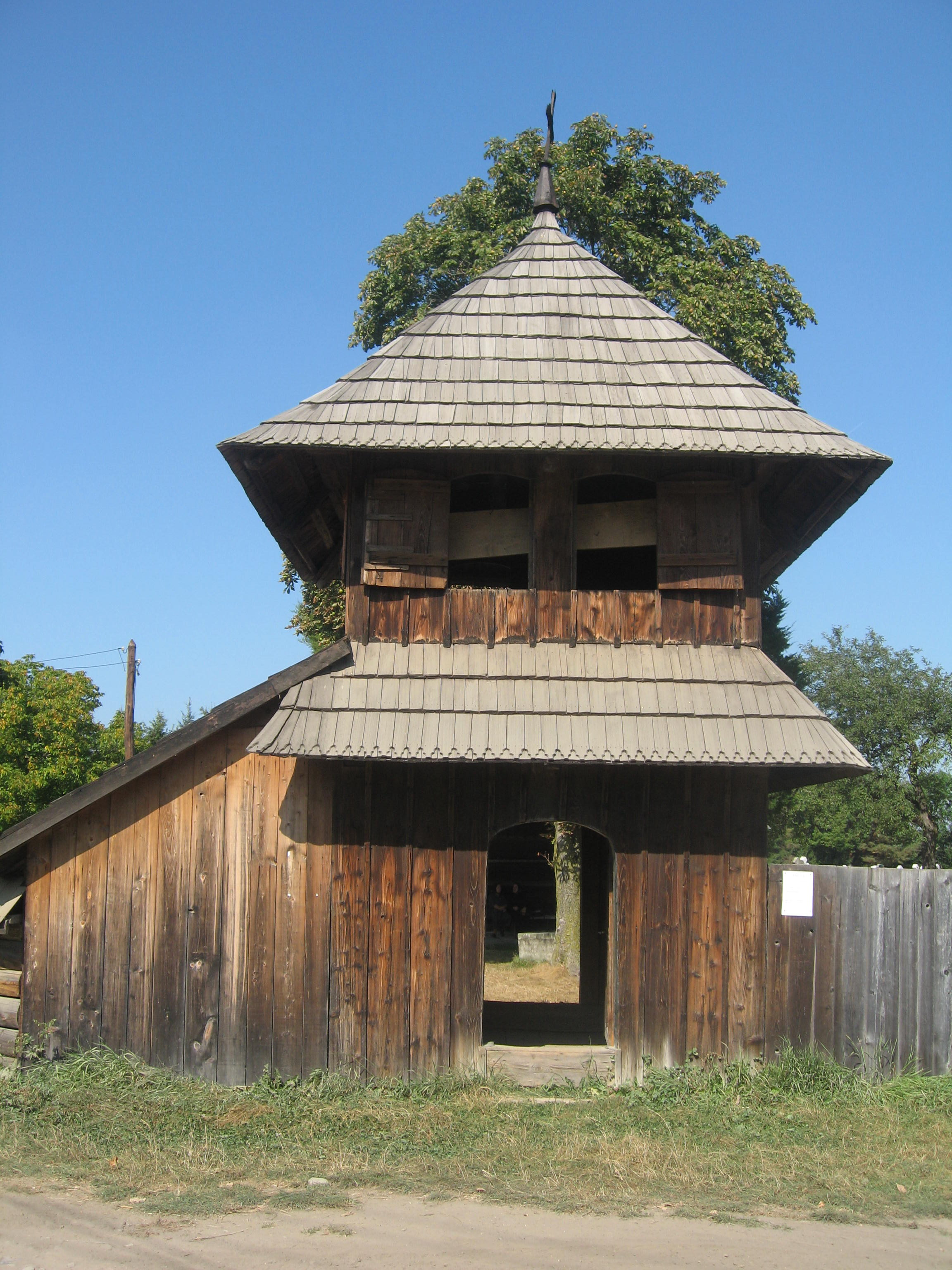
Turnul clopotniță